# Quinto Marcio Barea Sorano
Quinto Marcio Barea Sorano (en latín: Quintus Marcius Barea Soranus) fue un senador romano que vivió en la primera mitad del siglo I, y desarrolló su cursus honorum bajo los reinados de Tiberio, Caligula, y Claudio. Fue cónsul sufecto en el año 34 junto con Tito Ruscio Numio Galo, y gobernador de África del año 41 al 43.
Una inscripción encontrada en Hippo Regius arroja información sobre Sorano. Dicha inscripción atestigua que el praenomen de su padre era Gayo. Sorano era uno de los miembros de los quindecimviri sacris faciundis, el collegium de sacerdotes romanos encargados del cuidado de los oráculos sibilinos, fue además nombrado fecial.
Otras inscripciones recuperadas de la antigua provincia dan fe de su influencia allí: Sorano concedió el derecho al voto a varios africanos, que luego utilizaron su nomen "Marcio" como propio.

## Familia
Se sabe que Sorano tuvo dos hijos: Barea Sorano, cónsul sufecto en el año 52; y Quinto Marcio Barea Sura, el abuelo de Trajano.